# Баппо
Баппо (лат. Bappo) — римский политический деятель конца IV века.
Он известен из эдиктов в составе Кодекса Феодосия. В 372 году Баппо был назначен префектом Рима. Больше о нём ничего неизвестно.